# آنکیزه بریتسی
آنکیزه بریتسی (ایتالیایی: Anchise Brizzi؛ ۵ اکتبر ۱۸۸۷ – ۲۹ فوریهٔ ۱۹۶۴) فیلم‌بردار اهل ایتالیا بود.

## گزیدهٔ آثار
- دن کامیلو و عالی‌جناب پپونه (۱۹۵۵)
- کنت آکوئیلا (۱۹۵۵)
- به‌خاطر تو مرتکب گناه شده‌ام (۱۹۵۳)
- اتلو (۱۹۵۲)
- مسالینا (۱۹۵۱)
- جادوی سیاه (۱۹۴۹)
- صومعه پارم (۱۹۴۸)
- واکسی (۱۹۴۶)
- تمام رم در برابر او لرزید (۱۹۴۶)
- تمام رم در برابر او لرزید (۱۹۴۳)
- عشق‌های حزن‌انگیز (۱۹۴۳)
- هارلم (۱۹۴۳)
- اودسا در میان شعله‌ها (۱۹۴۲)
- زنجیرهای ناپیدا (۱۹۴۲)
- نامزدشده (۱۹۴۱)
- عاشقم باش، آلفردو! (۱۹۴۰)
- مانون لسکو (۱۹۴۰)
- نغمه‌های جاویدان (۱۹۴۰)
- ورای عشق (۱۹۴۰)
- فروشگاه بزرگ (۱۹۳۹)
- دورا نلسون (۱۹۳۹)
- شیپیو آفریکانوس: شکست هانیبال  (۱۹۳۷)
- بندر (۱۹۳۴)
- ۱۸۶۰ (۱۹۳۴)
- پالیو (۱۹۳۲)
- فانوس شیطان (۱۹۳۱)